# TANNIMPEX Bőr- és Szőrme Külkereskedelmi Vállalat
A TANNIMPEX Bőr- és Szőrme Külkereskedelmi Vállalat  az 1940-es évek végén létrehozott állami külkereskedelmi vállalatok egyike volt.

## Története

### A kezdetek
A jogelőd Magyar Külforgalmi Vállalat 1948 nyarán a 2238/1948. G. F. sz. határozattal jött létre a Külforgalmi Rt. nemzeti vállalattá alakításával. A TANNIMPEX Bőr- és Szőrmekereskedelmi Vállalat 1948. június 1-jén alakult a Magyar Külforgalmi Vállalat szőrme, bőr és cipőosztályának nemzeti vállalattá történt átszervezésével. Az új vállalat november l-jén helyileg is különvált, és telephelyét a Budapest, Nádor u. 31. sz. alá helyezte át.

### Az „új gazdasági mechanizmus” idején
A 100 millió Ft-ot meghaladó nyereségű külkereskedelmi vállalatok 1973. évi listáján a TANNIMPEX a 17. helyen szerepelt, 106,1 millió Ft összegű eredménnyel.

### A rendszerváltozás után
A külkereskedelmi vállalat felszámolása 1993-ban kezdődött és  tíz évig tartott.